# Andy Johnson
Andrew „Andy“ Johnson (* 10. února 1981) je anglický fotbalista v současnosti hrající za Fulham FC. Dříve hrával v Birminghamu a Evertonu, ale nejvíce se zatím prosadil v klubu Crystal Palace. Johnson nasbíral osm startů za anglickou reprezentaci.

## Kariéra
Johnson se narodil v anglickém Bedfordu a s fotbalem začal v akademii Luton Townu. Svou kariéru začal v Birmingamu City. V sezoně 2000-2001 se s týmem dostal až do finále League Cupu, kde prohrál ve finále na penalty. Johnson se v Birminghamu moc neprosadil a v roce 2002 byl prodán do klubu Crystal Palace. Zde se stal mezi fanoušky velice oblíbený, protože na začátku svého působení hattrickem sestřelil rivala Brighton & Hove Albion a Crystal Palace nakonec vyhrál 5-0. Další sezonu se stal Johnson nejlepším střelcem druhé ligy s 32 góly a klubu pomohl k postupu do Premier League. V Premier League Crystal Palace vydržel jen jednu sezonu, přesto se Johnson zaznamenal 21 gólů. Po další slibné sezoně v League Championship Johnson přestoupil do Evertonu za 7 milionů liber. V Everonu Johnson strávil dvě sezony a v létě 2008 přestoupil do Fulhamu za rekordních 10,5 milionu liber, což byl nejvyšší nákup v historii londýnského celku. V sezoně 2008/09 se stal nejlepším střelcem klubu a pomohl mu k sedmému místu v Premier League, což mu zajistilo evropské poháry na příští sezonu. Jenže v předkolech se Johnsonovi přihodilo těžké zranění, které mu přibrzdilo kariéru. Ani v další sezoně nebyl v nejlepší formě a později nedostával moc šancí. Výborně však začal sezonu 2011/12, kdy skóroval v předkolech Evropské ligy, potom zajistil Fulhamu remízu a výhru v základní části a následně vstřelil hattrick v ligovém zápase proti QPR, který skončil výsledkem 6-0. Johnson se stal prvním hráčem Fulhamu, který vstřelil hattrick v novodobé historii Premier League.

## Úspěchy

### Týmové
- Evropská liga UEFA
  - Finalista: 2009/2010
- Football League First Division Play-Off Finále
  - Vítěz: 2003/2004
- Carling Cup
  - Finalista: 2000/2001

### Individuální
- Hráč měsíce v Premier League
  - Říjen 2004 & Září 2006
- Nejlepší střelec Premier League
  - 2. místo: 2004/2005
- Nejlepší střelec First Division
  - 2003/2004
- Hráč sezony (Crystal Palace)
  - 2004, 2005